# Synageles noxiosus
Synageles noxiosus là một loài nhện trong họ Salticidae.
Loài này thuộc chi Synageles. Synageles noxiosus được Nicholas Marcellus Hentz miêu tả năm 1850.